# Nocomis micropogon
Nocomis micropogon és una espècie de peix cipriniforme de la família dels ciprínids.

## Morfologia
Els mascles poden assolir els 33 cm de longitud total.

## Distribució geogràfica
Es troba a Nord-amèrica.